# Baardschurft
Baardschurft of Tinea barbae is een door een schimmel (Dermatofyt) veroorzaakte ontsteking van de huid in het gedeelte van het gelaat waar bij mannen baardgroei optreedt. Vaak uit de infectie zich als ontsteking of als een granuloom (een reactie op een chronische ontsteking) in of onder de huid. Zij komt vooral voor bij agrariërs, doordat de overdracht vaker plaatsvindt van dier op mens dan van mens op mens. Bij koeien komt de verwekkende schimmel geregeld voor.
Behandeling moet soms geschieden met systemische antischimmelmiddelen, aangezien zalf of crème vaak onvoldoende diep doordringen om goed effect te hebben. Itraconazol en terbinafine zijn voorbeelden van dergelijke middelen, die zowel lokaal als in tabletvorm kunnen worden toegepast.
De naam baardschurft is eigenlijk onjuist, daar de ontsteking niet wordt veroorzaakt door de schurftmijt.